# Longitarsus artvinus
Longitarsus artvinus es una especie de insecto coleóptero de la familia Chrysomelidae. Fue descrita científicamente en 1998 por Gruev & Aslan. Endémica de Turquía.